# 大興製紙
大興製紙株式会社（たいこうせいし）は、産業用特殊紙の製造を行う企業である。レンゴーの100％子会社。

## 概要
本社・工場所在地は静岡県富士市上横割10番地にあり、クラフト紙・特殊紙の製造および販売、クラフトパルプの製造および販売、産業廃棄物・一般廃棄物中間処分業を行っている。
しかし、パルプ価格の上昇や他社との競争などで業績が悪化。さらに金融機関からの支援も受けられなくなったことから財務状況が悪化。2019年11月に実施された金融機関説明会において、リスケジュール計画を策定した。2020年4月にバンクミーティングを開催してリスケジュール計画を策定しようとしたが、この時のバンクミーティングでは一部の金融機関から同意を得ることが出来なかった。同年6月に全金融機関が合意し、暫定リスケジュール計画が成立した。スポンサー支援を前提に借入金カットを伴う事業再建を図ろうとしたが、金融機関から厳しい対応を迫られることが予想された。このため大興製紙は、2021年1月15日に東京地方裁判所へ会社更生法適用を申請した。負債総額は140億800万円。
大興製紙とレンゴーは、会社更生法適用申請当日に、大興製紙の支援に関する基本合意書を締結した。両社の間で再生スキームなどの協議に入っていたが、両社は2021年3月26日に事業再生支援に関する合意書に締結した。レンゴーは東京商工リサーチの取材に対して「老朽化した生産設備に対して投資する」「運転資金を含めてレンゴーから役員を派遣する」などとコメントした。
大興製紙は2021年6月30日に、東京地方裁判所から更生計画の許可を受け、同年7月31日に更生計画が確定した。同年9月1日にレンゴーから拠出金の振込が実施されたと同時に、レンゴーから役員が送り込まれ、代表取締役会長には平野公一レンゴー顧問が就任した他、塩川好久代表取締役社長は留任した。大興製紙は同年9月中旬に、レンゴーからの拠出金を元に債権者への弁済を行った。大興製紙は同年9月30日に東京地方裁判所から会社更生手続終結決定を受け、レンゴーの完全子会社となった。